# Grasöxl
Grasöxl är ett berg i republiken Island. Det ligger i regionen Austurland, 400 km öster om huvudstaden Reykjavík. Toppen på Grasöxl är 595 meter över havet.
Trakten runt Grasöxl är nära nog obefolkad, med mindre än två invånare per kvadratkilometer. Närmaste större samhälle är Egilsstaðir, omkring 12 kilometer sydost om Grasöxl. Trakten runt Grasöxl består i huvudsak av gräsmarker.